# Panaeolina foenisecii
Panaeolina foenisecii (Pers.) Maire,  Treb. Mus. Ciènc. nat. Barcelona, sér. bot. 15(no. 2): 109 (1933) è una specie di fungo della famiglia Bolbitiaceae.

## Descrizione della specie
Cappello 
1,5–2 cm di diametro, subemisferico, convesso, ottuso, campanulato-convesso, glabro, igrofano; bruno-rosso e bruno-cannella, più chiaro quando secco; margine regolare, poi leggermente ricurvo a maturazione.
 Lamelle 
Sinuato-adnate, subdistanti, larghe, ventricose verso il margine; colore da bruno cioccolato pallido a bruno-nerastro, con taglio bianco-flocculoso.
 Gambo 
3–8 cm alto e 2–3 mm di diametro; cilindrico, fistuloso, glabro; di colore bianco-crema, grigio-brunastro, biancastro verso il cappello.
 Carne 
Fragile, giallognola, pallida, inodore e di sapore mite.
 Spore 

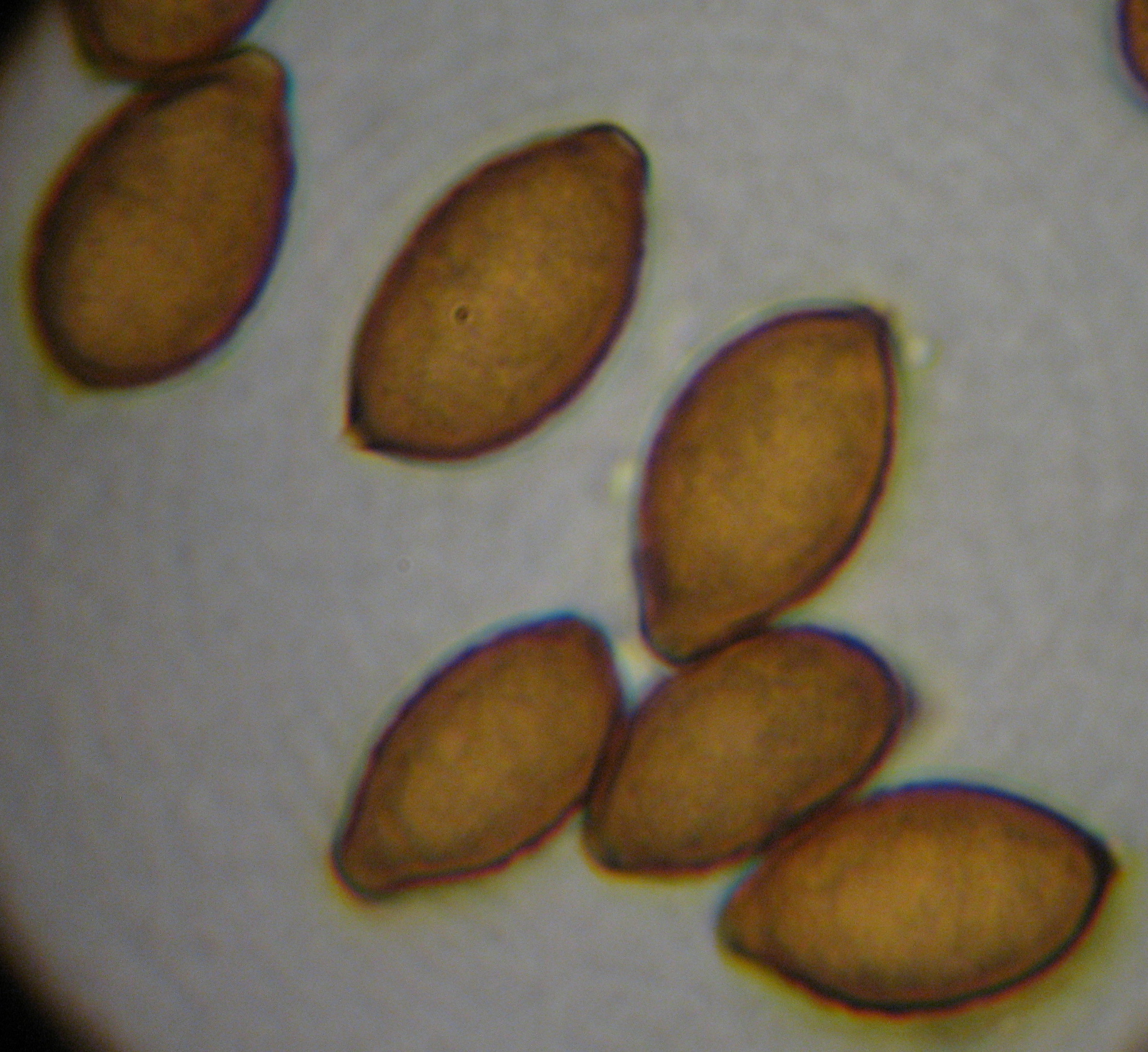
Spore di P. foenisecii
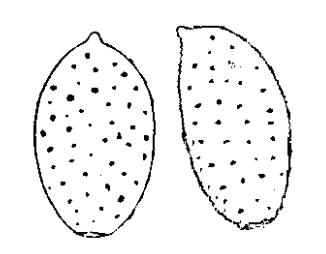
Illustrazione delle spore

Ovali, con poro germinativo, verrucose o punteggiate, con poro germinativo, bruno-porpora in massa, 13-15 x 7,5-9 µm.

## Habitat
Si sviluppa a gruppetti in prati pascoli e erbosi, spesso al margine dei sentieri, in ambiente collinare e montano.

## Commestibilità
Non edibile ma confondibile con specie psilocibiniche.

## Etimologia
Dal greco phoinos = rosseggiante, per il colore del gambo.

## Sinonimi e binomi obsoleti
- Agaricus foenisecii Pers., Icon. Desc. Fung. Min. Cognit. (Leipzig) 2: 42 (1800)
- Coprinarius foenisecii (Pers.) J. Schröt., in Cohn, Krypt.-Fl. Schlesien (Breslau) 3.1(33–40): 565 (1889)
- Drosophila foenisecii  (Pers.) Quél., Enchir. fung. (Paris): 117 (1886)
- Panaeolus foenisecii (Pers.) J. Schröt., Botaniste 17: 187 (1926)